# حومه شهر (فیلم ۱۹۹۶)
حومه شهر (به انگلیسی: SubUrbia) فیلمی محصول سال ۱۹۹۶ و به کارگردانی ریچارد لینکلیتر است. در این فیلم بازیگرانی همچون جایسی بارتوک، آمی کاری، نیکی کت، اجای نایدو، پارکر پوزی، جووانی ریبیسی، سامیا شعیب و دینا اسپیبی ایفای نقش کرده‌اند.